# Kazimíra
Kazimíra je ženské rodné jméno slovanského původu.

## Známé nositelky
- Kazimíra Anhaltsko-Desavská (1749–1778) – princezna z Anhalt-Dessau a manželstvím hraběnka z Lippe-Detmold

druhé jméno
- Marie Kazimíra d’Arquien (1641–1716) – francouzská šlechtična a královna Polsko-litevského soustátí
- Marie Kazimíra Havelková (1881–1973) – učitelka a generální představená provincie sester dominikánek sv. Zdislavy

Kazimira
- Kazimira Prunskienė (* 1943) – premiérka Litvy